# Astragalus beatleyae
Astragalus beatleyae är en ärtväxtart som beskrevs av Rupert Charles Barneby. Astragalus beatleyae ingår i släktet vedlar, och familjen ärtväxter. Inga underarter finns listade i Catalogue of Life.